# 隔空打印
AirPrint是蘋果公司於macOS和iOS透過无线局域网打印的功能。在2017年11月初的iOS 11更新，此功能在簡體中文環境下譯為「隔空打印」，在繁體中文環境下維持英文名稱。

## 另見
- AirDrop
- AirPlay